# 사카이 히로토
사카이 히로토(일본어: 酒井 大登, 1989년 8월 11일~)는 일본의 축구 선수이다.

## 구단 경력
그는 2012년 일본 지역 리그의 일본 축구 전문학교에 입단했다. 2014년 일본 풋볼 리그의 SP 교토 FC로 이적했다. 2016년부터 2017년까지 라인미어 아오모리에서 뛰었다. 2018년 반라우레 하치노헤로 이적했다. 2018년 일본 풋볼 리그 3위를 기록하여 J3리그로 승격했다. 2020년부터 일본 지역 리그의 오코시야스 교토 AC에서 뛰었다.